# Parachalciope deltifera
Parachalciope deltifera är en fjärilsart som beskrevs av Felder 1874. Parachalciope deltifera ingår i släktet Parachalciope och familjen nattflyn. Inga underarter finns listade i Catalogue of Life.